# Total Commander
Total Commander (ex-Windows Commander), est un gestionnaire de fichiers pour les Windows 3.1/9x/ME/NT/2000/XP/VISTA/7/8/10 et également pour Pocket PC/Windows CE, smartphone et clé USB U3. Il est inspiré de Norton Commander. Il est développé avec Delphi.

## Total Commander et Windows Commander
Avant 2002, le produit s'appelait Windows Commander. Mais pendant l'été 2002, Microsoft a réclamé un changement de nom Windows étant une marque déposée. Il est alors devenu Total Commander.

## Interface
L'interface principale se compose de deux « panneaux » visibles (et accepte les onglets pour en gérer un plus grand nombre) qui affichent les fichiers ou des informations sur les fichiers.

## Outils
Total Commander possède un outil permettant de visualiser le contenu d'un fichier, et contient des fonctionnalités variées telles que :
- la gestion des répertoires distants
- le renommage multi-fichier.
- les connexions FTP, SFTP, FTPS, FXP et WebDAV, ainsi que des solutions de stockage cloud.
- la connexion directe par câble parallèle ou série (il existe un client MS-DOS).
- la gestion de nombreux formats de compression (7z, zip, rar, ace, tar, gzip, bzip, bzip2, lha, uc2).
- la recherche avancée dans l'arborescence et dans les fichiers.
- la comparaison de répertoire et fichiers entre eux.
- fractionner/recomposer un fichier.
- (dé)codage de CRC sfv, md5, uuencode, MIME, etc.
- l'ajout d'extensions simples du visualiseur permet de lire toutes sortes de fichiers (son, image, coloration syntaxique, etc.)
- l'ajout de plugins permet également de gérer toutes sortes de types de fichiers par exemple : iso, cab, rpm, deb, partitions d'autres systèmes (ext2fs), OpenOffice envoi/réception de mails, etc.

Total Commander est plus qu'un simple gestionnaire de fichier : il est très léger, rapide et évolutif (via les nombreuses extensions).
Total Commander est un partagiciel avec comme seule contrainte une fenêtre au lancement à faire disparaître par l'appui sur une touche.

## Programmes semblables
Il existe de nombreux clones de Norton commander, avec des fonctionnalités proches de celles de Total Commander :
- Symantec avait au départ développé un Norton Commander pour Windows.
- Double_Commander (en) est un clone Open Source de TC, pour Windows, Mac OSX et Linux.
- Krusader sous KDE
- Midnight Commander ou mc pour la ligne de commande Linux.